# Magnetofone

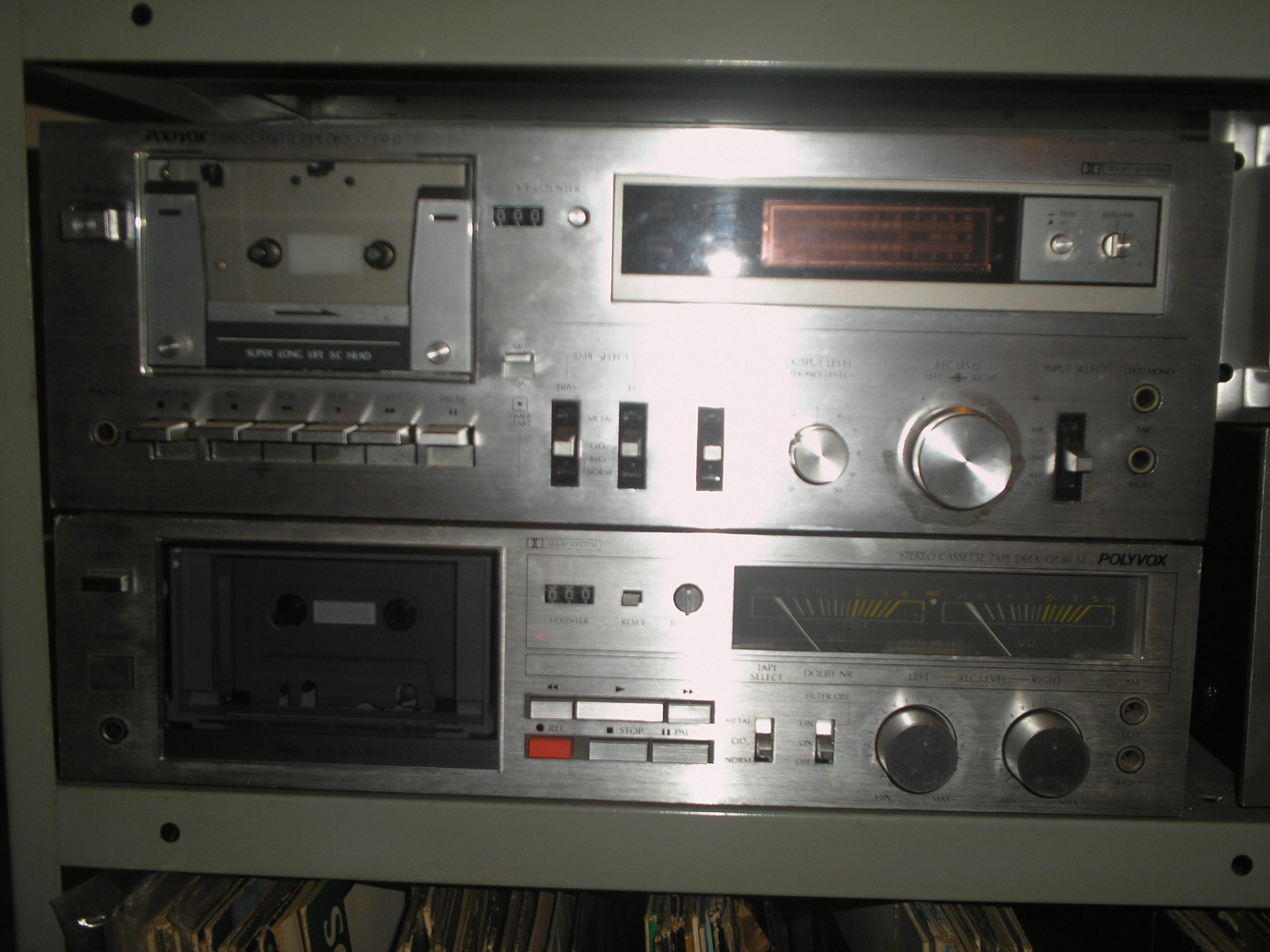
Exemplos de gravadores cassete estéreos de alta fidelidade

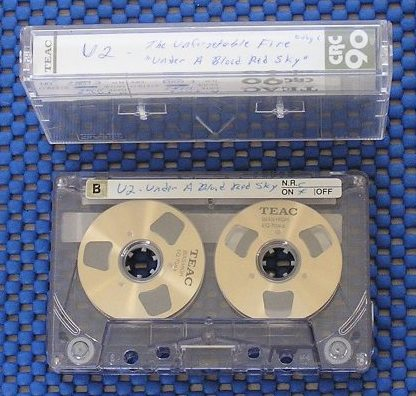
Exemplo de fita cassete estéreo

O magnetofone é um aparelho de som para gravação e reprodução de sinais de áudio em fitas magnéticas ou fitas cassete. 
O magnetofones de alta fidelidade são estéreos e também são conhecido como gravadores cassete ou Tape Decks. Seu uso necessita de um amplificador ou preamplificador mais amplificador de potência e possuem muitos recursos, tais como o Sistema Dolby, ajuste de nível de gravação e ajuste para diferentes tipos de fitas (BIAS). Existem os que possuem três cabeças separadas para gravação, reprodução e apagamento, que permitem a monitoração da fita cassete simultaneamente à gravação.